# Aggettivo di relazione
Gli aggettivi di relazione (AR) sono una classe di aggettivi che, piuttosto che qualificare il nome (come gli aggettivi qualificativi), indicano una relazione tra il nome che determinano (N1) e un altro nome da cui sono derivati e che traspongono (N2).
In tal senso, pur essendo morfologicamente degli aggettivi, gli aggettivi relazionali vanno interpretati semanticamente come sostantivi (strutture di questo tipo, individuate inizialmente da Kuryłowicz, sono state chiamate "trasposizioni" da Marchand).
Esempi di aggettivo relazionale sono pensiero filosofico, politica culturale, situazione pirandelliana, risorse idriche, fauna ittica, prodotti caseari, economia francese, inferno dantesco, poesia stilnovista.
Gli aggettivi di relazione sono detti anche aggettivi relazionali o traspositivi o, ancora, complementativo-relazionali.

## Caratteristiche generali
Il rapporto semantico tra N1 e N2 è di natura oggettiva ed estrinseca. Ad esempio, quando si parla di calore solare, si intende calore del Sole: qui solare non rinvia a una proprietà di un certo calore, ma a un'entità distinta, cioè, in questo caso, il Sole (N2, che è il nome trasposto). Altrettanto, in sistema nervoso, l'aggettivo relazionale nervoso non rinvia ad una proprietà del referente sistema, ma a un sintagma nominale che significa un sistema che ha a che fare con i nervi.
Se invece si parla di una ragazza solare, in questo caso solare è un aggettivo qualificativo (AQ), perché il parlante conferisce ad esso un valore soggettivo. La natura qualificativa o relazionale di un aggettivo non è quindi intrinseca, ma dipende dal contesto.
Nel caso di calore del sole, anche la preposizione del viene trasposta, senza però conservare specificamente il proprio contenuto semantico. Esistono però casi in cui anche il contenuto semantico della preposizione viene conservato nella trasposizione.
La sua funzione prettamente denotativa, per cui "l'aggettivo di relazione", come scrive Luca Serianni, "è portatore di un'informazione oggettiva, non marcata emotivamente o stilisticamente", fa sì che nell'italiano contemporaneo risulti posposto al nome che modifica.
Gli aggettivi relazionali costituiscono, al pari dei qualificativi, una classe aperta, suscettibile cioè di espansione. Hanno spesso funzione classificatoria (cioè restrittiva), per cui sono largamente usati nei linguaggi settoriali e hanno spesso forma dotta (ad esempio, bellico deriva dal latino bellum, 'guerra'). La trafila dotta è preferita anche in rapporto ai prefissi (ad esempio, post- per dopo).

## Proprietà distintive
Gli aggettivi relazionali vengono identificati (e distinti dagli aggettivi qualificativi o AQ) in base a diverse proprietà:
- da un punto di vista morfologico, sono dei denominali formati con l'aggiunta di morfemi suffissali (come quelli italiani -oso, -ico, -ista, -istico, -(i)ano, -ale ed altri);[13][11]
- da un punto di vista semantico, conservano il significato del nome che traspongono e aggiungono al nome a cui vengono associati (N1) una relazione di contiguità o di pertinenza con il nome da cui derivano (N2);[13][8]
- da un punto di vista sintattico, l'aggettivo relazionale può rappresentare la trasformazione di un sintagma preposizionale (SP)[13], secondo lo schema N1 + preposizione - N2 (ad esempio, serata di musica) → N1 + aggettivo di relazione (serata musicale)[14].

Tra queste proprietà, quella semantica è la più importante per distinguere la natura relazionale di un dato aggettivo. Va comunque detto che nella trasposizione da sintagma preposizionale ad aggettivo relazionale, il rapporto semantico con N1 può variare. In tal senso, le sigarette nazionali non sono semplicemente le 'sigarette della nazione', ma, più in particolare, quelle prodotte dai monopoli dello Stato. Lo stesso N1, quando è modificato dall'aggettivo relazionale, spesso non è usato in senso proprio, ma in senso lato, e contribuisce all'enunciato con tutta la sfera di significati e relazioni che può evocare. Così, il sintagma nominale vita mondana può non riferirsi alla 'vita trascorsa nel mondo' (in opposizione alla vita ultraterrena del linguaggio religioso), ma ad un insieme di eventi che fanno parte della vita di società.
La ricognizione morfologica è meno efficace (ad esempio, il morfema -oso è presente sia in gioioso, denominale da gioia, sia in nervoso). In generale, i suffissi degli aggettivi relazionali hanno la funzione di legarsi ad una radice nominale N per formare un aggettivo dal significato 'ha a che vedere con N'. Detto altrimenti, i suffissi degli aggettivi relazionali trasformano un nome in aggettivo: da un nome si passa ad un elemento modificatore di un altro nome. Al di là di questo mutamento di categoria sintattico-lessicale, non ci sono conseguenze semantiche. Il rapporto tra un determinato e un aggettivo relazionale può quindi essere interpretato sul piano semantico come un nome che modifica un altro nome. Così, in lingua inglese, industrial output ('produzione industriale') corrisponde a industry output (altrettanto, cellular structure = cell structure, 'struttura cellulare'; senatorial leadership = senate leadership, 'vertici del senato'). Si tratta della stessa funzione svolta in genere dalle preposizioni (la produzione industriale = la produzione dell'industria): anche le preposizioni traspongono i nomi in un'altra categoria sintattica. Nei sintagmi nominali del tipo muscle fiber ('fibra muscolare', analogo a industry output), non c'è alcuno strumento morfologico che indichi il mutamento della categoria sintattica di muscle (da nome ad aggettivo); il mutamento è segnalato solo dalla posizione immediatamente precedente al nome modificato, il che rinvia alla completa assenza di tratti semantici aggiunti. Esistono, insomma, tre procedimenti per ottenere lo stesso scopo, fra loro virtualmente commutabili, ma caratterizzati da frequenze diverse. In italiano prevale l'uso di aggettivi relazionali (dolore muscolare) o di sintagmi preposizionali (dolore del muscolo), ma esiste anche il formato N1 + N2 (busta paga = 'busta della paga'). In inglese si opta ora per l'uno ora per l'altro: AR(←N2) + N1 (muscular effort, 'sforzo muscolare'), N2 + N1 (muscle ache, 'dolori muscolari') o N1 + SP(P+N2) (display of muscles, 'sfoggio di muscoli').
I qualificativi aggiungono una qualità, una proprietà a un nome. Una proprietà può essere graduata con avverbi intensificatori come molto, poco ecc. Non così il rapporto con un'altra entità. Gli aggettivi relazionali, dunque, al pari dei sostantivi, non tollerano gradazione. Risultano quindi agrammaticali sintagmi come *un calore poco solare, *un sistema piuttosto nervoso, così come sono agrammaticali *tavolissimo, *molto armadio, *un poco orologio. In costruzioni comparative, altrettanto, non è possibile usare aggettivi relazionali (*questa legge è meno nazionale di quest'altra; *questo intervento è chirurgico quanto quest'altro; *un sistema nervosissimo). Una conseguenza della non graduabilità degli aggettivi di relazione è il fatto che essi non possono esprimere polarità: la polarità è, infatti, caratteristica di coppie di aggettivi predicativi che occupano diverse posizioni della stessa scala (basso, ..., alto; magro, ..., grasso): uno degli aggettivi della coppia individua i valori più bassi dello standard, l'altro i valori uguali o superiori allo standard. Ora, la negazione di un aggettivo qualificativo (non alto) rinvia alla parte opposta della scala di riferimento. Dalla negazione di un aggettivo relazionale, invece, non è possibile alcuna chiara implicazione, se non il riferimento generico a tutto ciò che non è ricompreso dal nome trasposto (un intervento non-bellico è in relazione con tutto ciò che genericamente non è guerra).
Gli aggettivi relazionali, a differenza di quelli qualificativi, concorrono a determinare il referente. Se parliamo di un palazzo cadente, designiamo un oggetto che appartiene alla categoria dei palazzi e, oltre a ciò, è cadente. L'AQ cadente qualifica il nome palazzo, ma non ne modifica radicalmente il significato, perché lo stato fisico di un palazzo non è un tratto costitutivo del significato della parola palazzo. Al contrario, se parliamo di un palazzo arcivescovile, non designiamo un palazzo qualsiasi che sia occasionalmente sede di un arcivescovo (come accade per palazzo di un arcivescovo), ma il membro di una categoria di palazzi a sé, i palazzi arcivescovili. Altrettanto, se si parla di infezione renale, l'aggettivo renale individua una tra le diverse infezioni esistenti. In altre parole, l'informazione veicolata da renale è essenziale alla referenza corretta. Gli aggettivi relazionali hanno quindi una funzione restrittiva: essi, cioè, restringono la porzione di entità che il sintagma nominale che li ospita può indicare. Nelle parole di Michèle Noailly, essi hanno la funzione di "delimitare un sottoinsieme" e di "operare una sottocategorizzazione". Per questa ragione, non possono neppure avere funzione di apposizione, cioè di informazione aggiuntiva, posta spesso dopo una pausa o una virgola. Se è grammaticale
La ragazza, solare come sempre, ...
non lo è invece
Il sistema, nervoso, ...
Charles Bally ha parlato di trasposizione semantica con riferimento all'utilizzo di un aggettivo relazionale come aggettivo qualificativo, nel caso il parlante vi attribuisca un valore soggettivo. Ad esempio, in vegetazione tropicale, l'aggettivo relazionale tropicale è il frutto di una trasposizione funzionale da 'che si trova ai tropici'. In calore tropicale, invece, la struttura profonda è 'un caldo come quello che si trova ai tropici'. È possibile ipotizzare movimenti in senso contrario (qualificativi usati come relazionali), come nel caso di amoroso (da gesto amoroso a avventure amorose).
Criteri solo parzialmente univoci per discernere il valore qualificativo o relazionale di un aggettivo in un dato enunciato riguardano:
- L'impossibilità per gli aggettivi relazionali di formare avverbi di modo, se non in un senso generico, come 'rispetto a', 'per mezzo di', 'dal punto di vista di' (ad esempio, sintatticamente, politicamente ecc.; una mossa politicamente sbagliata è tale 'dal punto di vista della politica'[24]). Vi sono però anche qualificativi che non formano avverbi di modo.[25]
- L'impossibilità per gli aggettivi relazionali di sostantivarsi (com'è invece possibile per qualificativi come il bello, il vero ecc., dove le qualificazioni diventano nozioni generali e astratte, definite da Pier Gabriele Goidanich "esistenze ideali"). In realtà, anche per i relazionali è possibile una sostantivazione, che consiste nell'ellissi del determinato, con il determinante che conserva l'intero significato dei due elementi e può essere volto al plurale (la cattedrale, la statale, gli statali ecc.), cosa non possibile per le "esistenze ideali". In ogni caso, non tutti i qualificativi possono sostantivarsi.[25]
- L'impossibilità per gli aggettivi relazionali di far parte del predicato nominale, del complemento predicativo del soggetto o del complemento predicativo dell'oggetto. Sono infatti agrammaticali *questo trapianto è cardiaco, *questo trapianto è considerato cardiaco, *ritengo questo trapianto cardiaco.[25] Analogamente, una persona immodesta è 'una persona che non è modesta'; gli aggettivi relazionali, invece, non possono prendere il prefisso negativo in- e vengono negati, piuttosto, attraverso non (*organizzazione instatale, organizzazione non statale; *tennis improfessionale, tennis non professionale).[19]
- L'impossibilità per gli aggettivi relazionali di produrre nomi di qualità, come bellezza, opacità, goffaggine, che sono nomi usati per riferirsi alle qualità espresse dai qualificativi di base (bello, opaco, goffo). I nomi di qualità e i qualificativi corrispondenti denotano la stessa qualità: mentre i secondi hanno funzione attributiva (il bel quadro) o predicativa (il quadro è bello), i nomi di qualità hanno funzione referenziale (la bellezza del quadro è stata contestata). Per gli aggettivi relazionali non è invece ammesso uso predicativo. Da Questo attore è popolare (nel senso di famoso) può essere tratta La popolarità dell'attore è dovuta a... Dall'uso di popolare nel senso di 'relativo al popolo' può essere tratta L'ira popolare fu dovuta a..., ma non *Questa ira è popolare e nemmeno *La popolarità dell'ira. Anche l'aggettivo vero può essere qualificativo (e quindi predicativo) o relazionale (e quindi non predicativo): una storia vera è una storia autentica; ne risulta la grammaticalità di La storia è vera o La verità della storia. Un delinquente vero è invece un delinquente matricolato; ne risulta la agrammaticalità di *Il delinquente è vero o *La verità del delinquente.[26]
- L'impossibilità per gli aggettivi relazionali di essere basi di derivazione per verbi causativi del tipo vivacizzare (da vivace), parafrasabile come 'rendere vivace'. Non sono infatti possibili verbi come *presidenzializzare (da presidenziale) o *muscolarizzare (da muscolare), perché non hanno senso le parafrasi 'rendere presidenziale o muscolare qualcosa'. Questa derivazione è possibile solo nel caso in cui un AR venga usato in senso qualificativo: legalizzare ('rendere qualcosa legale o conforme alla legge'), statalizzare ('rendere statale') ecc.[24]
- L'impossibilità per gli aggettivi relazionali (in alcune lingue, come l'italiano) di precedere il determinato: *un cardiaco trapianto.[27] Vi sono comunque rare eccezioni, come regio esercito e regia marina.[12] Molti qualificativi, peraltro, non possono essere del pari preposti al nome che determinano.[27] Va anche rilevato che un aggettivo che posposto al suo determinato sarebbe relazionale, se anteposto acquista funzione qualificativa: una barbarica invasione è un'invasione 'alla maniera dei barbari', cioè 'incivile', ma non è un'invasione 'dei barbari'. Altrettanto, paterna dolcezza è da intendersi come 'paragonabile a quella di un padre' e non 'dolcezza da parte del padre'.[6][28]

È possibile notare differenze tra relazionali e qualificativi anche in relazione al numero. Innanzitutto, come nota Judith N. Levi, i qualificativi non possono combinarsi con prefissoidi che significano quantità (*mono-alto, *bi-rosso, *poli-vicino ecc.), mentre ciò è possibile per i relazionali (mono-cromatico, bi-sillabico, poli-funzionale, multi-nazionale ecc.). Anche in ciò, secondo Levi, i relazionali mostrano la loro vicinanza ai sostantivi, in quanto solo i sostantivi denotano entità numerabili. Ignacio Bosque, poi, osserva che, mentre due qualificativi coordinati non possono modificare un nome plurale (*los embajadores alto y bajo = *gli ambasciatori alto e basso), ciò è possibile per due nomi coordinati (los embajadores de Méjico y de Argentina = gli ambasciatori di Messico e Argentina) e, allo stesso modo, per due aggettivi di relazione (los embajadores mejicano y argentino = gli ambasciatori messicano e argentino).

## Rapporto sintattico tra N e AR
All'impossibilità dei relazionali di precedere il determinato va associata la tendenza del relazionale (in tutte le lingue neolatine) ad occupare un posto fisso. Tale tendenza può avere rilievo distintivo nel caso di sintagmi composti da un determinato e due aggettivi posposti. Considerando il sintagma problema filosofico interessante, risulta agrammaticale *problema interessante filosofico (N + AQ + AR), come del resto sarebbe agrammaticale il tipo N + AQ + AQ (*problema interessante complicato), possibile soltanto in una costruzione coordinativa del tipo problema interessante ma complicato oppure problema complicato e annoso. Non è del resto possibile coordinare un AQ e un AR: risulta dunque agrammaticale un sintagma del tipo *palazzi arcivescovili e cadenti. È invece possibile coordinare due AR: palazzi arcivescovili e ducali. Del pari, un AR può essere coordinato con un sintagma preposizionale: reti commerciali e di spionaggio.
In generale, si può dire che un aggettivo A è relazionale nei contesti N + A + AQ e N + A + AR. Agrammaticali risultano N + AQ + AR e N + AQ + AQ. Ecco di seguito alcuni esempi di N + AR + AR:
comunità economica europea
conferenza episcopale nazionale
cooperazione finanziaria internazionale
patrimonio lessicale italiano
abiti estivi femminili
Ecco alcuni esempi di N + AR + AQ:
decisione ministeriale definitiva
superficie lunare polverosa
Dagli esempi si comprende che esiste una certa coesione tra N e AR, di modo che non è possibile interporre un AQ. Inoltre, N + AR può essere ulteriormente determinato da un altro aggettivo (qualificativo o relazionale). Non è privo di significato il fatto che, nelle lingue germaniche, il sintagma N + AR è generalmente reso da parole composte, in cui il modificatore (che in italiano figura come AR) sta a sinistra: si confronti incidente ferroviario con il tedesco Eisenbahnunfall, l'inglese railway-accident, l'olandese spoorwegongeluk. I sintagmi N + AR + AR o N + AR + AQ rappresentano comunque dei composti liberi, nel senso che il parlante può optare tra varie possibilità sull'asse paradigmatico: decisione ministeriale definitiva può in alternativa essere decisione presidenziale definitiva o elezioni presidenziali definitive; superficie lunare polverosa può in alternativa essere nave lunare polverosa o nave spaziale polverosa. Si tratta dunque di composti dal carattere occasionale, come appare del resto dalla libertà del parlante anche sull'asse sintagmatico, di modo che l'ordine di comitato centrale esecutivo è dubbio (è grammaticale anche comitato esecutivo centrale), così come per assemblea annuale generale.
La coesione tra N e AR è da mettere in relazione all'impossibilità di realizzare i relazionali con funzione predicativa, perché ciò li porrebbe in un costituente diverso rispetto a quello del suo determinato. Si veda a questo proposito la differenza tra:
[Il sistema nervoso]SN [è compromesso]SV.
e
[Il sistema]SN [è nervoso]SV.

## Non-referenzialità del nome trasposto
Se consideriamo l'esempio di sintagma N + AR risorse idriche, esso corrisponde a risorse d'acqua. In questo caso, d'acqua e idriche sono sinonimi ed esprimono il significato di 'relativo all'acqua', 'che ha a che fare con l'acqua'. Questo rapporto di sinonimia non è valido per bicchiere d'acqua, che non può essere sostituito da *bicchiere idrico. Da un punto di vista sintattico, bicchiere è la testa del sintagma e d'acqua il modificatore, ma da un punto di vista semantico il rapporto è inverso: la testa semantica è acqua, poiché il sintagma si riferisce all'acqua, non al bicchiere. In altri termini, il significato del sintagma è 'acqua[testa] nella misura di un bicchiere' e non 'bicchiere[testa] che possa contenere acqua'. Dunque, nell'esempio bicchiere d'acqua, acqua ha valore referenziale, perché il referente è effettivamente l'acqua. In risorse d'acqua, acqua ha valore non-referenziale, poiché il referente è piuttosto risorse.
In sintesi, gli AR sono trasposizioni di nomi non-referenziali.

## Varietà dei rapporti N1-N2
L'aggettivo relazionale stabilisce una relazione concettuale e sintattica tra N1 e N2. Tramite esso, cioè, vengono combinati tanto i significati dei due nomi quanto le loro funzioni sintattiche. N1 (cioè il nome determinato dall'aggettivo relazionale) può essere un oggetto, una nozione, una persona. N2 può essere un oggetto, una teoria, una dottrina, un'istituzione, una persona, un materiale, una malattia o un elemento linguistico che rinvia al tempo o allo spazio. Di seguito, alcuni esempi:
scompenso cardiaco
analisi marxiana
(del filosofo ed economista tedesco Karl Marx)
tradizione marxista
(relativa a Karl Marx)
professore universitario
funzionario governativo
bambino portoghese
(tutti gli etnici sono aggettivi di relazione)
opera leopardiana
(dello scrittore italiano Giacomo Leopardi)
statua marmorea
accesso febbrile
periodo invernale
stazione centrale
L'aggettivo relazionale spesso determina un nome che, al livello profondo, è un deverbale. È possibile individuare tre tipi fondamentali:
- amore paterno, dove amore è un deverbale da 'il padre (N2) ama qualcuno'
  - il nome trasposto N2 (padre) è soggetto del verbo transitivo amare, sottostante al deverbale amore (N1);
  - l'oggetto diretto qualcuno è cancellato;
  - dello stesso tipo è decreto ministeriale ('il ministro decreta qualcosa');
- inquinamento atmosferico, dove inquinamento è un deverbale da 'qualcuno inquina l'atmosfera (N2)';
  - il nome trasposto N2 (atmosfera) è oggetto diretto del verbo transitivo inquinare, sottostante al deverbale inquinamento (N1);
  - il soggetto qualcuno è cancellato;
  - dello stesso tipo è trapianto cardiaco ('qualcuno trapianta il cuore');
- circolazione sanguigna, dove circolazione è un deverbale da 'il sangue (N2) circola';
  - il nome trasposto N2 (sangue) è soggetto del verbo intransitivo circolare, sottostante al deverbale circolazione (N1);
  - dello stesso tipo è lotta sindacale ('i sindacati lottano').

Nel tipo lettera ministeriale, N1 non è un deverbale: il sintagma deriva infatti da 'il ministro scrive una lettera' e il verbo della struttura profonda è stato cancellato.

## In diacronia
Nel latino tardo si hanno esempi di interscambiabilità tra aggettivo relazionale e genitivo di specificazione, come nel caso di dies Domini-dies dominica o verba angelorum-verba angelica.
Talvolta, l'evoluzione in diacronia ha determinato una divaricazione tra la base derivazionale e l'aggettivo di relazione, come nel caso di pesce-ittico, dove ittico deriva da una base suppletiva di trafila dotta ormai scomparsa nella lingua viva (ittico viene dal greco antico ἰχθύς, ichthýs, 'pesce'). Altri esempi del genere: equino, 'relativo ai cavalli'; fonico, 'relativo al suono'; idrico, 'relativo all'acqua'; verbale, 'relativo alle parole'; eolico, 'relativo al vento'.